# Gelfand–Mazurs sats
Inom funktionalanalys är Gelfand–Mazurs sats en sats uppkallad efter Israel Gelfand och Stanisław Mazur som säger följande:
En komplex Banachalgebra med enhet 1 där varje element förutom noll är invertibelt är isometriskt isomorfiskt till mängden av komplexa tal.
I andra ord är den enda komplexa Banachalgebran som är en divisionalgebra mängden av komplexa tal C.